# Gorgo (Sparta)
Gorgo (altgriechisch Γοργώ Gorgṓ) war Tochter, Ehefrau und Mutter spartanischer Könige an der Wende vom 6. zum 5. Jahrhundert v. Chr.
Sie war das einzige Kind des Königs Kleomenes I. aus dem Haus der Agiaden, ihre Mutter ist unbekannt. Nach der Überlieferung Herodots warnte sie als neunjähriges Kind ihren Vater vor dem Werben des korrupten Aristagoras zur Teilnahme am ionischen Aufstand. Ausgehend von dieser Anekdote wäre sie um das Jahr 508/507 v. Chr. geboren.
Nachdem ihr Vater unter unklaren Umständen gestorben war, heiratete Gorgo ihren Onkel und neuen König Leonidas I.; ihr gemeinsamer Sohn war der spätere König Pleistarchos. Ihrer Klugheit soll es zu verdanken gewesen sein, dass die Hellenen vom bevorstehenden Angriff des persischen Großkönigs Xerxes I. gewarnt werden konnten. Der ehemalige König Damaratos, der am Hof des Großkönigs lebte, hatte die Nachricht vom Angriff auf ein Holzbrett geritzt, sie aber mit Wachs unkenntlich gemacht und sie so in seine Heimatstadt gesandt. Aber nur Gorgo erkannte die List und entfernte das Wachs. Ihr Ehemann fiel in der Schlacht bei den Thermopylen gegen die Perser. Für ihren unmündigen Sohn übernahm Kleombrotos die Regentschaft.
Einer Anekdote des griechischen Biographen Plutarch zufolge soll Gorgo die Frage einer Athenerin, warum die Frauen Spartas ihre Männer beherrschen, damit beantwortet haben, weil nur sie echte Männer gebären könnten.

## Rezeption
In dem amerikanischen Spielfilm Der Löwe von Sparta (Originaltitel: The 300 Spartans, 1960) wurde die Rolle der Gorgo von der griechischen Schauspielerin Anna Synodinou dargestellt. In den Comicverfilmungen 300 (2007) und 300: Rise of an Empire (2014) übernahm diese Rolle die britische Schauspielerin Lena Headey.
Im rundenbasierten Strategiespiel Sid Meier's Civilization VI aus der Sid Meier's Civilization-Reihe ist Gorgo die Anführerin von Sparta.